# Talang Tais
Talang Tais is een bestuurslaag in het regentschap Kaur van de provincie Bengkulu, Indonesië. Talang Tais telt 440 inwoners (volkstelling 2010).